# 却西·罗桑香曲丹贝仲美
却西· 罗桑香曲丹贝仲美（藏語：བློ་བཟང་བྱང་ཆུབ་བསྟན་པའི་སྒྲོན་མེ་，威利转写：blo bzang byang chub bstan pa'i sgron me；1861年—1933年），藏族，申中族倾家地方（今青海湟中丹麻乡群加村）人，第三世却西活佛。

## 生平
他于1861年生于申中族倾家地方，3岁时被认定为第二世却西活佛的转世灵童，6岁时经四世阿嘉活佛安排，被迎入塔尔寺却西院出家受戒。清朝同治七年（1868年）陕甘回变期间，回军进攻塔尔寺，他避往家乡居住。同治八年（1869年），应蒙古阿巴嘎旗王公之迎请，途经西宁、天祝、阿拉善等地抵达阿巴嘎旗，居住在第二世却西活佛创建的拉让内。同治十年（1871年），赴察哈尔拜会五世土观活佛，后赴五台山朝拜。
同治十一年（1872年），经太原、潼关到达西安，又途经四川成都、康定、理塘进入西藏。同治十二年七月（1873年），在拉萨罗布林卡拜见十二世达赖喇嘛，后又赴后藏拜见八世班禅额尔德尼。同治十三年正月（1874年），参加拉萨祈愿大法会，获十二世达赖喇嘛授予“毕力克图诺木齐堪布”称号及印信。同年，回到青海，进入塔尔寺经院学习佛法。光绪九年（1883年），任塔尔寺时轮学院第二十九任堪布。光绪十年（1884年），任塔尔寺密宗学院第六十五任堪布。光绪十四年（1888年），任塔尔寺第七十一任法台。光绪十六年（1890年）卸任，此后曾多次到西藏、蒙古等地弘化。
1933年，却西·罗桑香曲丹贝仲美圆寂。